# Lisica (Równina Słupska)
Lisica – wzniesienie o wysokości 33 m n.p.m. na Równinie Słupskiej, położone w województwie zachodniopomorskim, w granicach administracyjnych Koszalina. Leży na wale Góry Chełmskiej. 
Teren Lisicy został objęty obszarem chronionego krajobrazu „Koszaliński Pas Nadmorski”.
Na północ od Lisicy przebiega ul. Słupska. Ok. 1 km na północny wschód leży wieś Kłos.
Nazwę Lisica wprowadzono urzędowo w 1949 roku, zastępując poprzednią niemiecką nazwę Fuchs Berg.